# Jan Domarski
Jan Andrzej Domarski (født 28. oktober 1946 i Rzeszów, Polen) er en tidligere polsk fodboldspiller (midtbane) og -træner.
Domarski spillede elleve sæsoner af sin karriere hos Stal Rzeszów i sin fødeby. Han var også tilknyttet blandt andet Stal Mielec, som han vandt to polske mesterskaber med, samt Nîmes Olympique i Frankrig.
Domarski spillede desuden 16 kampe og scorede to mål for det polske landshold. Han var med i landets trup til VM i 1974 i Vesttyskland, hvor holdet vandt bronze. Han spillede tre af polakkernes syv kampe i turneringen.